# UCL School of Slavonic and East European Studies
UCL School of Slavonic and East European Studies (SSEES) (pol. Szkoła nauk słowiańskich i wschodnio-europejskich) – jest departamentem i częścią University College London. Szkoła jest największym brytyjskim centrum nauk i badań Europy Środkowej, Wschodniej, Południowo-Wschodniej oraz Rosji. Instytucja oferuje naukę historii, polityki, literatury, socjologii, ekonomii i języków z wybranych regionów.

## Historia
Szkołę po raz pierwszy w 1915 roku otworzył Tomáš Garrigue Masaryk, który później został prezydentem Czechosłowacji. W 1999 roku szkoła została zintegrowana z University College London (UCL).

## Prace badawcze
Oprócz nauczania studentów studiów licencjackich i magisterskich, SSEES specjalizuje się w analizowaniu i rozpowszechnianiu informacji na temat zmian w regionach, jest organizatorem wszelakich konferencji, wykładów oraz seminariów. Szkoła zapewnia także ekspertyzę w swoich dziedzinach mogąc pełnić rolę doradczą dla rządu, mediów oraz instytucji publicznych i prywatnych.

## Biblioteka
Składająca się z około 357.000 woluminów książek, broszur i czasopism, biblioteka jest unikalna w odniesieniu do ilości publicznie dostępnego materiału badawczego i bogatej kolekcji gazet z regionów.
Biblioteka SSEES należy do najważniejszych źródeł prac badawczych na temat języków, ekonomii, polityki, geografii i historii krajów takich jak Rosja i wcześniejsze ZSRR, Polski, Słowacji, byłej Jugosławii, Węgry, Rumunia, Bułgaria, Grecja, Austria, Niemcy, Włochy, czy też Albania. Drugorzędnymi punktami zainteresowania biblioteki są zgromadzone materiały na temat byłego NRD (historii, politycznego i ekonomicznego życia) oraz historii Niemiec, Austrii, Serbołużyczanów i ogólnych dokumentów o tematyce słowiańskiej.

## Znane osoby związane ze szkołą
- Norman Davies, historyk
- Roger Moorhouse, autor i historyk
- Sir Bernard Pares
- László Péter
- Jacek Rostowski, minister finansów Polski w latach 2007-2013
- Jonathan Ross, prezenter telewizyjny
- György Schöpflin MEP, Węgierski polityk, eurodeputowany
- Tomáš Garrigue Masaryk, założyciel i pierwszy prezydent Czechosłowacji
- Mihai-Răzvan Ungureanu, były premier Rumunii